# Замощье (Кардымовский район)
Замощье — деревня в Кардымовском районе Смоленской области России. Входит в состав Каменского сельского поселения. Население — 33 жителя (2007 год). 
Расположена в центральной части области в 15 км к северо-западу от Кардымова, в 0,5 км южнее автодороги М1 «Беларусь», на берегу реки Хмость. В 10 км юго-восточнее деревни расположена железнодорожная станция Присельская на линии Москва — Минск. 

## История
В годы Великой Отечественной войны деревня была оккупирована гитлеровскими войсками в августе 1941 года, освобождена в сентябре 1943 года.